# 特维斯特林根
特维斯特林根是德国下萨克森州的一个市镇。总面积114.23平方公里，总人口12297人，其中男性6139人，女性6158人（2011年12月31日），人口密度108人/平方公里。